# 斯塔雷村 (達維迪夫市鎮)
49°42′13″N 24°11′30″E / 49.70361°N 24.19167°E

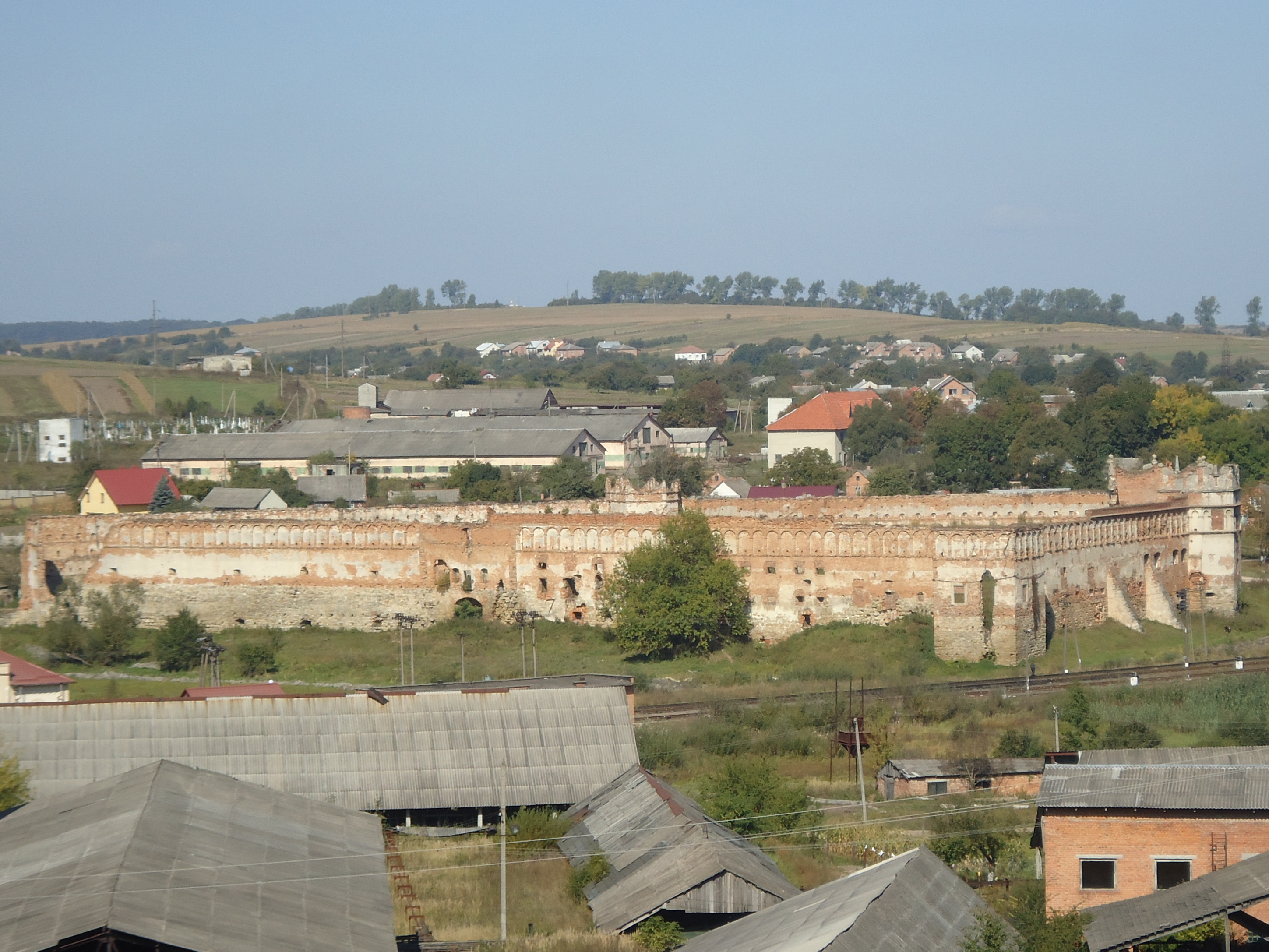
城堡

斯塔雷村（直译：老村），是烏克蘭的村庄，位於該國西部利沃夫州，由利沃夫区达维迪夫市镇負責管轄，面積4.25平方公里，海拔高度202米，2024年人口2,088，人口密度每平方公里498.59人。